# Fiscal (Amares)
Fiscal es una freguesia portuguesa del concelho de Amares, con 4,06 km² de superficie y 638 habitantes (2001). Su densidad de población es de 157,1 hab/km².